# Pantoporia jina
Pantoporia jina är en fjärilsart som beskrevs av Moore 1857. Pantoporia jina ingår i släktet Pantoporia och familjen praktfjärilar. Inga underarter finns listade i Catalogue of Life.